# Gamarús del desert
El gamarús del desert (Strix hadorami) és una espècie d'ocell de la família dels estrígids (Strigidae). Habita zones àrides de Síria, Jordània. Aràbia, i nord d'Egipte. El seu estat de conservació es considera de risc mínim.
És una espècie descrita recentment, per Kirwan et al. 2015